# Стебницький Петро Януарійович
Петро́ Януа́рійович Стебни́цький (25 листопада 1862, Гореничі, Київська губернія Російська імперія — 4 березня 1923) — український громадський і політичний діяч, письменник і публіцист. Міністр освіти в уряді Федора Лизогуба Української Держави (1918).

## Біографічні дані
По закінченні фізико-математичного факультету Київського університету (1886) працював у Петербурзі на різних урядових посадах (голова у Міністерстві Фінансів і у Торговельному телеграфному агентстві), писав на економічні теми у періодичних виданнях «Вестник финансов», «Торгово-промышленная Газета», «Русское экономическое обозрение». Незабаром разом із Петром Саладиловим Стебницький став одним з керівних діячів української Громади в Петербурзі: організатор громади ТУП, секретар, згодом голова Благодійного товариства видання загальнокорисних і дешевих книг (співредактор його видання, зокрема ініційованого Лотоцьким повного «Кобзаря» Т. Шевченка), брав участь у виданні у Петербурзі «Украинского Вестника» (1906) та «Рідної справи — Думських Вістей» (1907), української енциклопедії «Украинский народ в его прошлом и настоящем» (1914 — 15); співробітник «КСт.», «Украинского Вестника», київ. «Ради», «ЛНВ», «Украинской Жизни» та ін.
По Лютневій революції 1917 голова Української Національної Ради в Петрограді, член ЦК УПСФ, комісар у справах України при Тимчасовому Уряді (між Другим і Третім універсалами). Входив до складу УЦР. Після більшовицького перевороту переїхав до Києва, за гетьманату заступник голови української мирової делегації з Радянською Росією, сенатор адміністративного суду Держ. Сенату.
24 жовтня 1918 р. гетьманом Павлом Скоропадським наказом № 272 призначений міністром освіти та мистецтв (очолював міністерство освіти та мистецтв до 14 листопада 1918 р.) у кабінеті Ф. А. Лизогуба як кандидат від Українського Національного Союзу.
Залишився під радянською окупацією; у 1919—1923 роках — голова Київської «Просвіти», з 1919 — керівник постійної Комісії біографічного словника при ВУАН. У жовтні 1921 року брав участь у Першому Всеукраїнському Церковному Соборі, який підтвердив автокефалію Української автокефальної православної церкви.
Похований у Києві (на Щекавиці).

## Творча спадщина
Крім статей (переважно на культурні й актуальні теми), окремо появилися: «Під стелями Думи» (1907), «Українська справа» (1917), «Поміж двох революцій» (1918), «Борис Грінченко» (1920); оповідання «Марійка» і поезії. Літературні псевдоніми: П. Смуток, А. Ірпенський, П. Хмара, П. С.-Т., С-ий, Малоросиянин, Малорос.

### Книга «Українське питання»
У 1914 році, завдяки зусиллями співробітників московського журналу «Украинская Жизнь» (укр. Українське життя), було видано книгу-збірку Українське питання. Статті у збірнику були анонімними й позначені просто як укладені працівниками журналу «Українське Життя», однак справжніми авторами були Леонід Жебуньов, Петро Стебницький та Олександр Лотоцький.

## Цитата
|                                                             | В українській державі була, єсть і надалі повинна бути державна мова – українська. Усяка спроба позбавити нашу горду стару мову державного значіння єсть замах на знаряддя української культури й на одну з основ української державности |
| — Стебницький П. Державна мова. Нова Рада. 1918. № 169. С.1 | |